# FS ETS.11
Der ETS.11, ursprünglich ALSe 10, war ein Salontriebzug, der für Benito Mussolini gebaut worden war. Er wurde 1952 für den normalen Reiseverkehr umgebaut und als ALe 184.001 bezeichnet, und später in die Einzelfahrzeuge ALe 880.117 und ALe 880.118 aufgelöst. Die Bezeichnung ETS bedeutete Elettrotreno Salone, die Bezeichnung ALSe bedeutete Automotrice Leggera Salone elettrica („Leichter elektrischer Salontriebwagen“).

## Geschichte

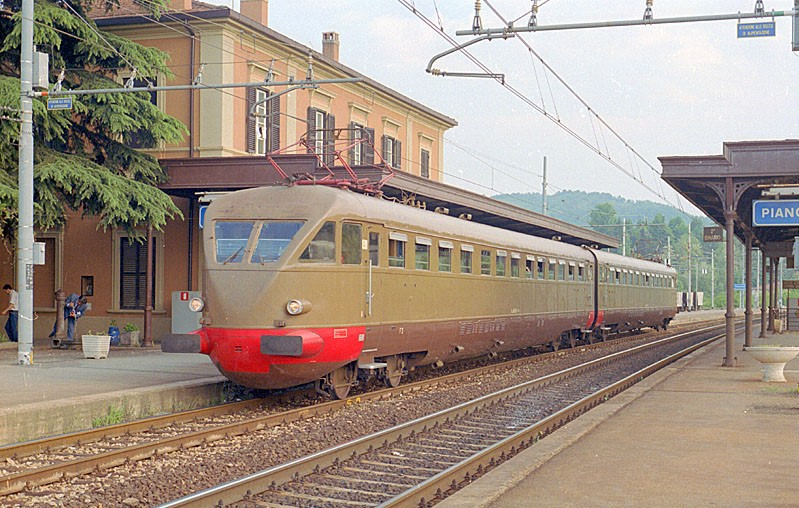
Die beiden Einzeltriebwagen ALe 880.117 und ALe 880.118 in Pianoro im Mai 1990

Der Zug wurde 1940 als ALSe 10 abgeliefert. Über seine Einsätze ist aufgrund der damaligen Sicherheitsbestimmungen wenig bekannt. Er scheint von Mussolini und seiner Familie einige Male genutzt worden zu sein, um von Rom über Bologna und Ancona nach Rimini zu gelangen, aber auch für Fahrten von Florenz nach Faenza, wobei diese Fahrten auf der nichtelektrifizierten Strecke geschleppt hinter einer Dampflokomotive erfolgten. Während des Zweiten Weltkriegs wurde der Zug durch Bombenangriffe stark beschädigt.
Da ein Überschuss an Regierungswagen bestand, aber Fahrzeuge für den normalen Reiseverkehr fehlten, wurde der damals als ETS.11 bezeichnete Salonzug 1952 zu einem gewöhnlichen Triebzug umgebaut, zumal die Fahrzeuge den ALe 880 sehr ähnlich waren. Sie blieben aber als zwei fest gekoppelte Einheiten mit Faltenbalg im Einsatz. Die Bezeichnung lautete neu ALe 184.001. Nach dem neuen Wagenklassensystem von 1956 wurde der Zug von der 3. Klasse in die 2. Klasse umgeschrieben. Die Triebwagen waren auf den Strecken Rom–Castelli und Pescara–Orte eingesetzt.
1962 wurden die beiden Triebwagen getrennt und als einzelne Fahrzeuge eingesetzt – der Wagen mit dem Gepäckraum erhielt die Bezeichnung ALe 880.118, der ohne wurde zum ALe 880.117. Sie wurden zuerst in der Umgebung von Rom zusammen mit Steuerwagen Le 640 oder einem Beiwagen Le 680 eingesetzt. 1978 wurden sie nach Bologna versetzt. Später verkehrten sie auch wieder zusammengekuppelt, bis sie 1994 abgestellt und verschrottet wurden.

## Technik
Der Zug basierte technisch auf den Triebwagen der Baureihe ALe 880 und bestand aus zwei Triebwagen, die Rücken an Rücken gekuppelt und mit einem Faltenbalg verbunden waren. In einem Triebwagen gab es ein Sitzungszimmer und die Kabine des Staatsoberhauptes mit eigenem Bad mit Wanne, sowie zwei weitere Kabinen je für eine bis zwei Personen, die für die engsten Mitarbeiter reserviert waren. Im anderen Triebwagen waren eine Telefonzelle, drei Suiten, die für Einzelbelegung eingerichtet waren, zwei Viererabteile, eine Küche und ein Gepäckraum untergebracht. Der Triebwagen mit dem Sitzungszimmer hatte zwei Dachstromabnehmer, jener mit dem Gepäckabteil nur einen über dem Führerstand. Der mechanische Teil der Fahrzeuge stammte von Fiat, der elektrische von Marelli.
Nach dem Krieg wurde die ganze Luxusausstattung entfernt – einzig die großen als Buckel auf den Dächern erkennbaren Wassertanks blieben erhalten. Die Innenräume wurden zu Großraumabteilen mit einfachen Holzbänken der 3. Klasse umgestaltet. Im Wagen mit dem Gepäckraum gab es 88, im anderen 90 Sitzplätze.